# Switłe (Krym)
Switłe (ukr. Світле, ros. Светлое, Swietłoje) – wieś na Ukrainie, w Autonomicznej Republice Krymu (de iure stanowiącej integralną część państwa ukraińskiego, w 2014 anektowanej przez Rosję i odtąd funkcjonującej jako Republika Krymu), w rejonie dżankojskim. W 2021 liczyła 1506 mieszkańców.